# Ярмарок штату Каліфорнії

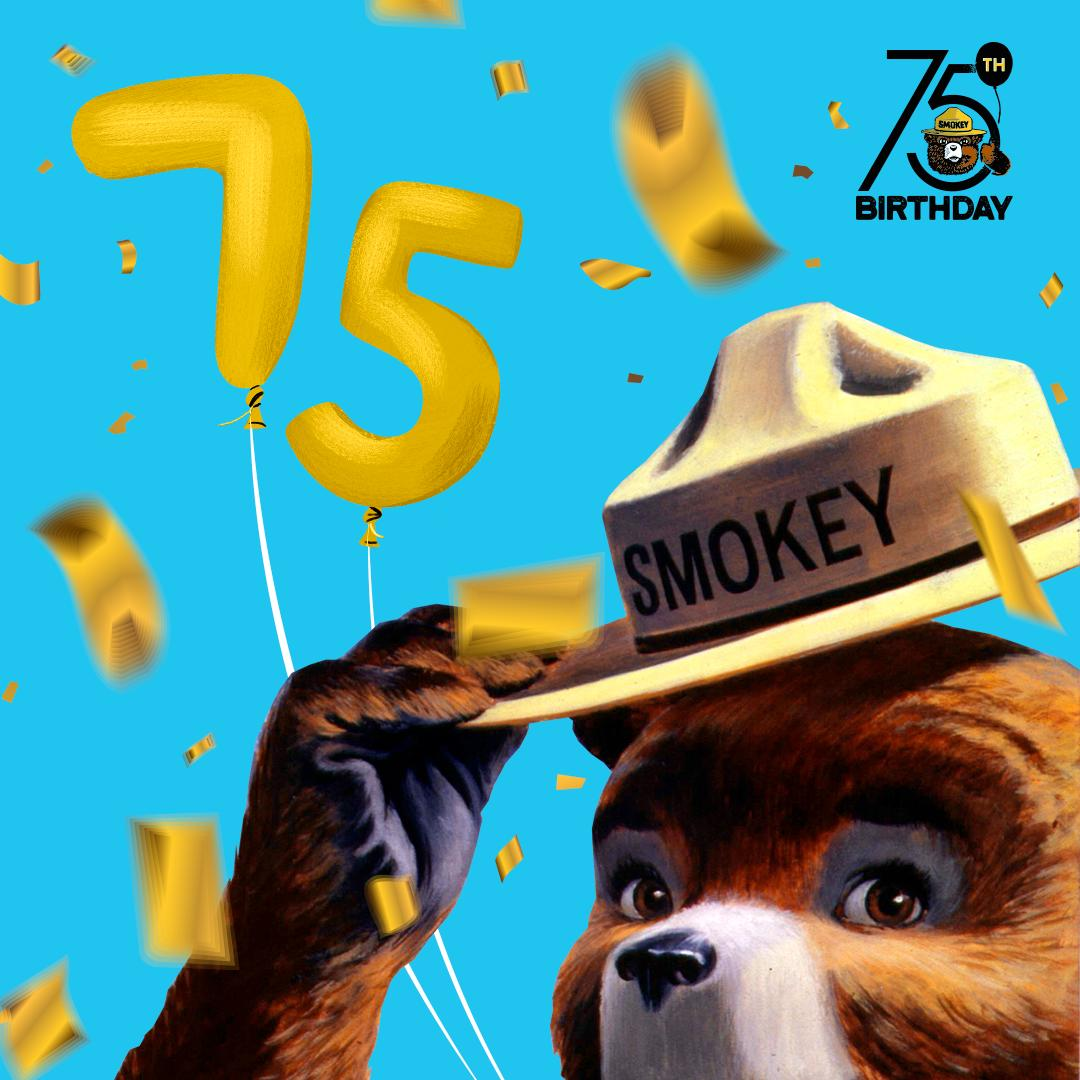
«Пам'ятай … тільки ТИ можеш уберігти́ ліси від пожеж»

Їзда на блискавці. 2012

Ярмарок штату Каліфорнії (англ. California State Fair) — щорічний ярмарок штату Каліфорнії, який відбуваться на території Каліфорнійської виставки (відомій як Cal Expo, 38°35′35″ пн. ш. 121°26′06″ зх. д. / 38.593° пн. ш. 121.435° зх. д.) у місті Сакраменто в Сполучених Штатах Америки. Для забезпечення його функціювання щорічно на роботу приймають понад 2 000 сезонних тимчасових працівників. Ярмарок не отримує державних коштів, натомість його економічний вплив на регіон становить понад 250 мільйонів доларів.

## Історія
У 1854 році в штаті Каліфорнія було створене Сільськогосподарське товариство штату Каліфорнія (California State Agricultural Society), і вперше було заплановано виставку овочів, квітів, зерна та худоби. Для нагородження найкращих учасників були запропоновані премії по 5000 доларів. Відкриття першого ярмарку штату Каліфорнії відбулося 4 жовтня 1854 року в Сан-Франциско в Музичному залі на вулиці Буш, недалеко від вулиці Монтгомері. У ті часи ярмарок відбувався щороку в іншому місті. У наступному році ярмарок відбувся в місті Сакраменто. Потім у 1856 році він переїхав до Сан-Хосе, у 1857 році до Стоктона та в 1858 році до Мерісвіля.
Щоб ярмарок повернувся до Сакраменто, на Шостій і М вулиці збудували виставковий зал і в 1859 і 1860 роках там він закріпив своє офіційне стале місце існування. У 1968 році ярмарок штату переїхав до свого теперішнього місця в центрі міста Сакраменто на територію Каліфорнійської виставки (Cal Expo) на Виставковому бульварі (Exposition Boulevard).
Тривалість ярмарку у різні роки від 10 до 18 днів. У вісімнадцятиденному ярмарку 2012 року взяли участь кращі представники та експонати двадцяти дев'ятьох я́рмарків округів (County Fair) штату Каліфорнії.

## Ярмаркові розваги

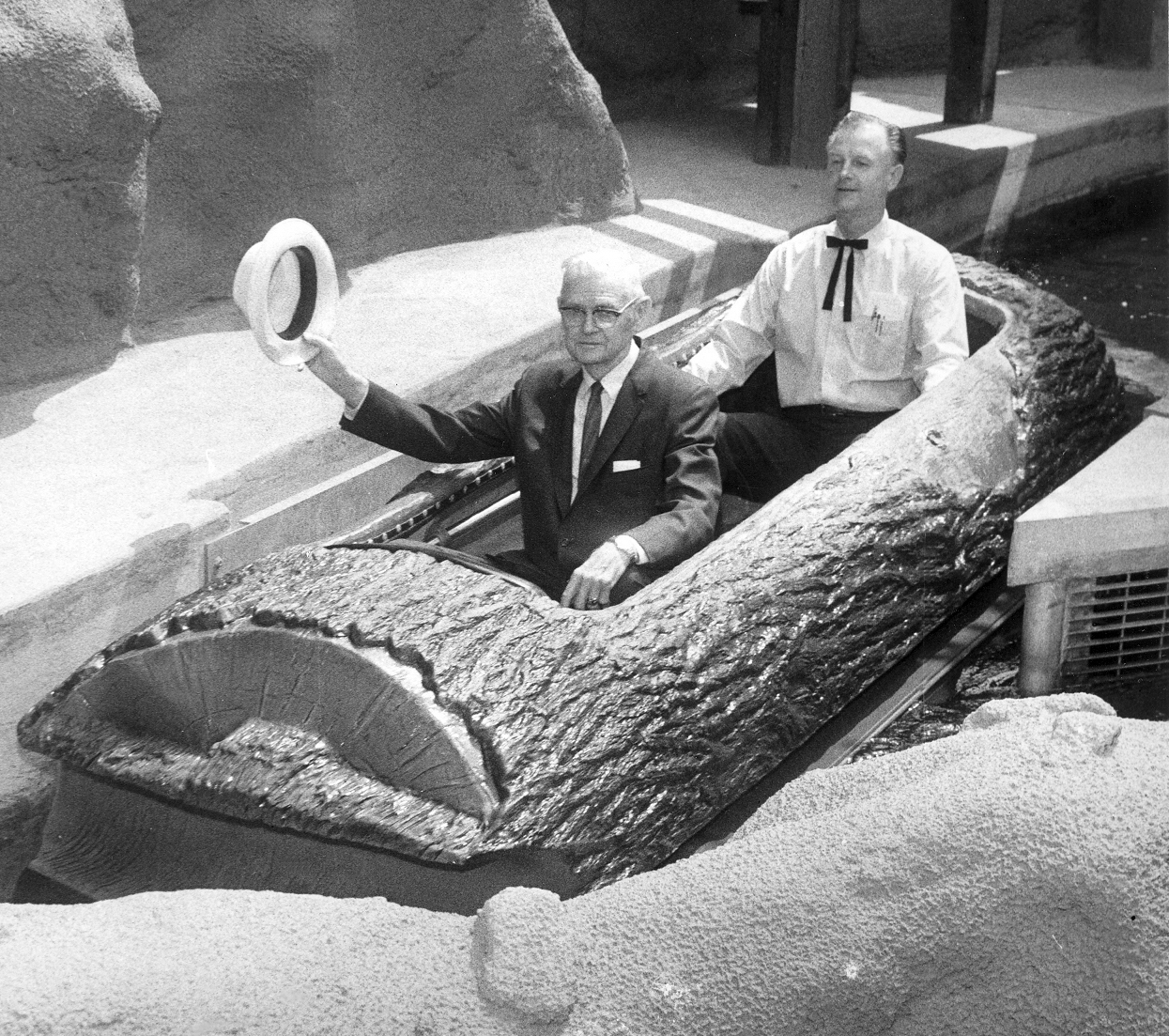
Човен-колода. 1969

Відвідувачі ярмарку як правило приїжджають усією сім'єю на цілий день. У парку розваг вони мають можливість проїхатися на американських гірках, проплисти по замкнутому жолобі зі значними перепадами висот на човні, який формою нагадує стовбур дерева або колоду.
Відвідати супергероїв у Залі Героїв, оглянути «Ферму», де представлені міське та приміське садівництво, побувати на 8-денних перегонах чистокровних коней, Родео на биках, помилуватися маля́тами тварин і насолоджуватися музикою на щоденних безкоштовних концертах.
На ярмарку можна одержати туристичну інформацію про визначні місця штату, навіть довідатися про заходи протипожежної безпеки від Ведмедика Смокі та його друзів.
Ярмарки штату кожного року відбуваються за якоюсь пе́вною темою, наприклад, ярмарок штату Каліфорнії 2013 року, який тривав від п'ятниці, 12 липня, до неділі, 28 липня, мав тему «Їжа, родина та розваги». Тому для любителів смаженого м'яса, барбекю, пропонували здоровішу їжу — смажену рибу та тако з креветками. На ярмарку також можна було побувати на дегустації вин і пивному фестивалі. Любителям морозива пропонували «морозиво спагеті» — на смак як морозиво, а на вигляд — спагеті.

Монорейкова дорога

Для дітей різного віку, від дитячого садка до восьмого класу, на ярмарку діє програма «Читай і їдь» (The Read to Ride program). Учасники програми повинні прочитати дві книжки, написати резюме, а потім принести заповнену форму до офісу служб для гостей ярмарку Каліфорнії, щоб отримати дві безкоштовні поїздки та квиток на однорейкову дорогу (вартість становить 15,00 доларів). Програма діє у кожен день ярмарку.